# Neocrepidodera puncticollis
Neocrepidodera puncticollis is een keversoort uit de familie bladkevers (Chrysomelidae). De wetenschappelijke naam van de soort werd in 1879 gepubliceerd door Edmund Reitter.